# Osuchów (Żyrardów)
Pour les articles homonymes, voir Osuchów.
Osuchów (prononciation : [ɔˈsuxuf]) est un village polonais de la gmina de Mszczonów dans le powiat de Żyrardów de la voïvodie de Mazovie dans le centre-est de la Pologne.
Il se situe à environ 10 kilomètres au sud-est de Mszczonów (siège de la gmina), 20 kilomètres au sud-est de Żyrardów (siège de la Powiat) et à 46 kilomètres au sud-ouest de Varsovie (capitale de la Pologne).
Le village possède approximativement une population de 370 habitants.

## Histoire
De 1975 à 1998, le village appartenait administrativement à la voïvodie de Skierniewice.